# José Villalonga
José Villalonga Llorente (Córdova, 12 de dezembro de 1919 – Madri, 7 de agosto de 1973), foi um treinador de futebol espanhol.
Morreu subitamente por ataque cardíaco, em 7 de agosto de 1973, aos 53 anos.

## Títulos
Real Madrid
- Copa Latina: 1955, 1957
- Campeonato Espanhol: 1955, 1957
- Copa dos Campeões: 1956, 1957
- Pequena Taça do Mundo: 1956

Atlético de Madrid
- Copa da Espanha: 1960, 1961
- Taça dos Clubes Vencedores de Taças: 1962

Espanha
- Eurocopa: 1964